# Новый Замай-Юрт
Новый Замай-Юрт (чечен. Керла Замай-Йурт) — село в Ножай-Юртовском районе Чеченской Республики. Входит в состав Мескетинского сельского поселения.

## География
Село расположено на левом берегу реки Аксай, в 8 км к северо-западу от районного центра — Ножай-Юрт и в 80 км к юго-востоку от города Грозный.
Ближайшие населённые пункты: на севере — село Мескеты, на северо-востоке — село Замай-Юрт, на юго-востоке — сёла Балансу и Ножай-Юрт, на юго-западе — село Бетти-Мохк и на западе — село Согунты.

## Население
| 2002 | 2010 |
| ---- | ---- |
| 0    | ↗137 |

## Образование
- Новый Замай-Юртовская муниципальная начальная общеобразовательная школа[4].